# 嘉諾撒聖心英文中學
嘉諾撒聖心英文中學（英語：Sacred Heart Canossian College (English Section)，英文縮寫簡稱：SHCCES，中文簡稱：聖心英）於1939年創辦，它是澳門一所傳統名校。是由天主教嘉諾撒仁愛女修會開辦的澳門學校，為嘉諾撒聖心書院的姊妹學校，採用英國Alevel學制。其校舍與嘉諾撒聖心中學中學部校舍相連，但兩者無論行政以及教學均為獨立，並無交涉。